# Osberno de Crépon
Osberno de Crépon, também referido como Osberno, o Regente (morto por volta de 1040), foi o Regente de dois duques da Normandia e pai de Guilherme FitzOsbern, primeiro conde de Hereford, um dos conselheiros mais próximos de Guilherme, o Conquistador.

## Biografia
Osberno era filho de Herfast e sobrinho de Gunora, duquesa da Normandia, primeiro a amante e depois a segunda esposa de Ricardo I da Normandia. Sob Roberto, o Magnífico (1027–1035), teve o papel de Regente ou Senescal. Manteve esse papel após a morte do duque em 1035. Tornou-se um dos protetores legais do jovem sucessor do ducado, Guilherme, o Bastardo, conhecido mais tarde como Guilherme, o Conquistador, então com 8 anos de idade.
O jovem duque Guilherme estava em perigo, já que outros membros da família ducal estavam tentando assassiná-lo para recuperar o poder no ducado, e os barões normandos estavam se rebelando. Osberno foi assassinado em Le Vaudreuil, no inverno de 1040 ou 1041, enquanto protegia o jovem duque em seu quarto. De acordo com Guilherme de Jumièges, sua garganta foi cortada por Guilherme, filho de Rogério I de Montgomery. Barnon de Glos-la-Ferrières vingou a morte de seu senhor, matando o assassino.
Historiadores dos normandos discordam sobre a origem dos benefícios eclesiásticos detidos por Osberno, especificamente qual deles veio de seu pai Herfast e que através de seu casamento com Ema, filha do poderoso Conde Rodolfo de Ivry e irmã de Hugues, Bispo de Bayeux. Possuía terras amplamente disseminadas na Normandia: em Bessin no Crépon, em Hiémois, perto de Falaise, perto da confluência dos rios Sena e Andelle, em torno de Cormeilles, em Talou, em Pays d'Ouche em Breteuil, e em La Neuve-Lyre.

## Família e descendentes
Osberno casou com Ema d'Ivry, filha do Conde Rodolfo de Ivry, que era meio-irmão de Ricardo I, duque da Normandia. As crianças incluídas:
- Guilherme FitzOsbern (ca 1020–1071), 1º Conde de Hereford;
- Osberno FitzOsbern[3] (morto no final de 1103[11]), Bispo de Exeter.